# Selevinia betpakdalaensis
Selevinia betpakdalaensis je malý hlodavec z čeledi plchovitých z monotypického rodu Selevinia.

## Taxonomie
Selvinie byla nalezena v roce 1938 při expedici do pouště západně od jezera Balchaš v Kazachstánu. Drobného živočicha nalezl zoolog Viktor Alexejevič Selevin, poprvé jej popsali kazachstánští zoologové B. A. Bělosludov a V. S. Bažanov. Jméno Selevinia betpakdalaensis je odvozeno od pouště Betpak-dala, kde byl hlodavec nalezen, a od mezitím zemřelého nálezce Selevina. Bělosludov a Bažanov živočicha nejprve zařadili do nové čeledi myšovitých (Myoxidae). Po roce 1947 zjistili, že by měl být spolu se třemi dalšími rody zařazen do čeledi Leithiinae.

## Areál rozšíření
Pouště jihovýchodního Kazachstánu.

## Popis
Je to malý hlodavec o délce těla 7 – 8,5 cm a ocasu 7 – 9,5 cm různých odstínů hnědé barvy, většinou se světlejším břichem. Selevinie si hrabe nory, v nichž se ukrývá a přezimuje.

## Potrava
Živí se hlavně hmyzem, převážně sarančaty, ale také rostlinnou potravou. Na zimu si dělá zásoby v noře. Pohybuje se krátkými skoky pomocí zadních nohou.

## Rozmnožování
Koncem jara se páří a rodí pak až 8 mláďat.